# Salträd
Sal (Shorea robusta) är ett träd i släktet Shorea och familjen dipterokarpväxter. Arten beskrevs av Carl Friedrich von Gärtner.

## Beskrivning
Salträdet växer långsamt och kan bli 30 till 35 meter högt.[källa behövs]

## Utbredning
Arten förekommer på den indiska halvön och norrut till sydöstra Tibet.

## Användning
Salträdet är bland de viktigaste skogsträden i Indien. Det har ett fast och varaktigt virke som använts till byggnadsvirke, särskilt på Gangesslätten och i Bengalen. Trädet ger även ett värdefullt harts.